# Tatinghem
Tatinghem (Nederlands: Tatingem) is een plaats en voormalige gemeente in het Franse departement Pas-de-Calais in de regio Hauts-de-France en telt 1722 inwoners (1999). De plaats maakt deel uit van het arrondissement Sint-Omaars.

## Geschiedenis
Op 1 januari 2016 is Tatinghem met de gemeente Saint-Martin-au-Laërt gefuseerd tot de huidige gemeente Saint-Martin-lez-Tatinghem. De opgeheven gemeenten kregen aanvankelijk de status van commune déléguée maar per besluit van de gemeenteraad van 19 juni 2020 kwam deze status te vervallen.

## Geografie
De oppervlakte van Tatinghem bedraagt 5,6 km², de bevolkingsdichtheid is 307,5 inwoners per km².
De onderstaande kaart toont de ligging van Tatinghem met de belangrijkste infrastructuur en aangrenzende gemeenten.

## Demografie
Onderstaande figuur toont het verloop van het inwonertal.